# 37601 Vicjen
37601 Vicjen este un asteroid din centura principală de asteroizi.

## Descriere
37601 Vicjen este un asteroid din centura principală de asteroizi. A fost descoperit pe 3 aprilie 1992 la Observatorul Palomar de Carolyn S. Shoemaker și David H. Levy. Asteroidul prezintă o orbită caracterizată de o semiaxă mare de 2,26 ua, o excentricitate de 0,24 și o înclinație de 24,6° în raport cu ecliptica.